# Mollenburg (zřícenina hradu)
Zřícenina hradu Mollenburg je z části restaurovaná resp. rekonstruovaná zřícenina hradu u městyse Weiten v okrese Melk v rakouské spolkové zemi Dolní Rakousy.

## Historie
První písemná zmínka o hradu Mollenburg pochází z roku 1303.

V polovině 13. století sídlili v tomto poměrně skromně vybaveném hradě páni z Werd-Capellen. Vzhledem k jejich účasti při povstání šlechty vedené Kuenringy proti vévodovi Albrechtu I. Habsburskému (1255-1308) byl tehdejší hrad zničen. Záhy však došlo k jeho obnově.
Roku 1307 získal panství jistý pán ze Streitwiesenu. V roce 1486 je jeho tehdejší majitelé, páni z Ebersdorfu, prodali Kasparu z Roggendorfu († 1506), pánu z Pöggstallu, který hrad zvelebil.
V 16. století byl Mollenburg v držení zemského knížete jako léno. Po útěku barona Christopha z Roggendorfu, který zbankrotoval, došlo roku 1546 ke konfiskaci. Geyerové z Osterburgu hrad poté zčásti přestavěli na renesanční zámek.
Po různých změnách vlastníků získal panství roku 1839 císař Ferdinand I. Dobrotivý (1793-1875). Po obnově v roce 1844 hrad již roku 1860 spravoval Johann Niedermayer. Vzhledem k daňovým problémům došlo k úpadku hradu. Byl snesen krov, což mělo za následek devastaci. Nakonec byla použitelná část hradu prodána. V roce 1920 propadl Mollenburg jako habsburský majetek konfiskaci na úhradu válečných škod.
V roce 1945 zkonfiskovali hrad Rusové a od roku 1956 přešla správa na společnost Rakouské zemské lesy.
V roce 1975 získal zříceninu historik umění a politik Jörg Mauthe (1924-1986) a převážně vlastními silami, za pomoci svých synů, ji zrestauroval. V předhradí tak bylo několik budov opět uvedeno do obyvatelného stavu. Mollenburg je dodnes v soukromém vlastnictví rodiny Mautheů.

## Popis stavby

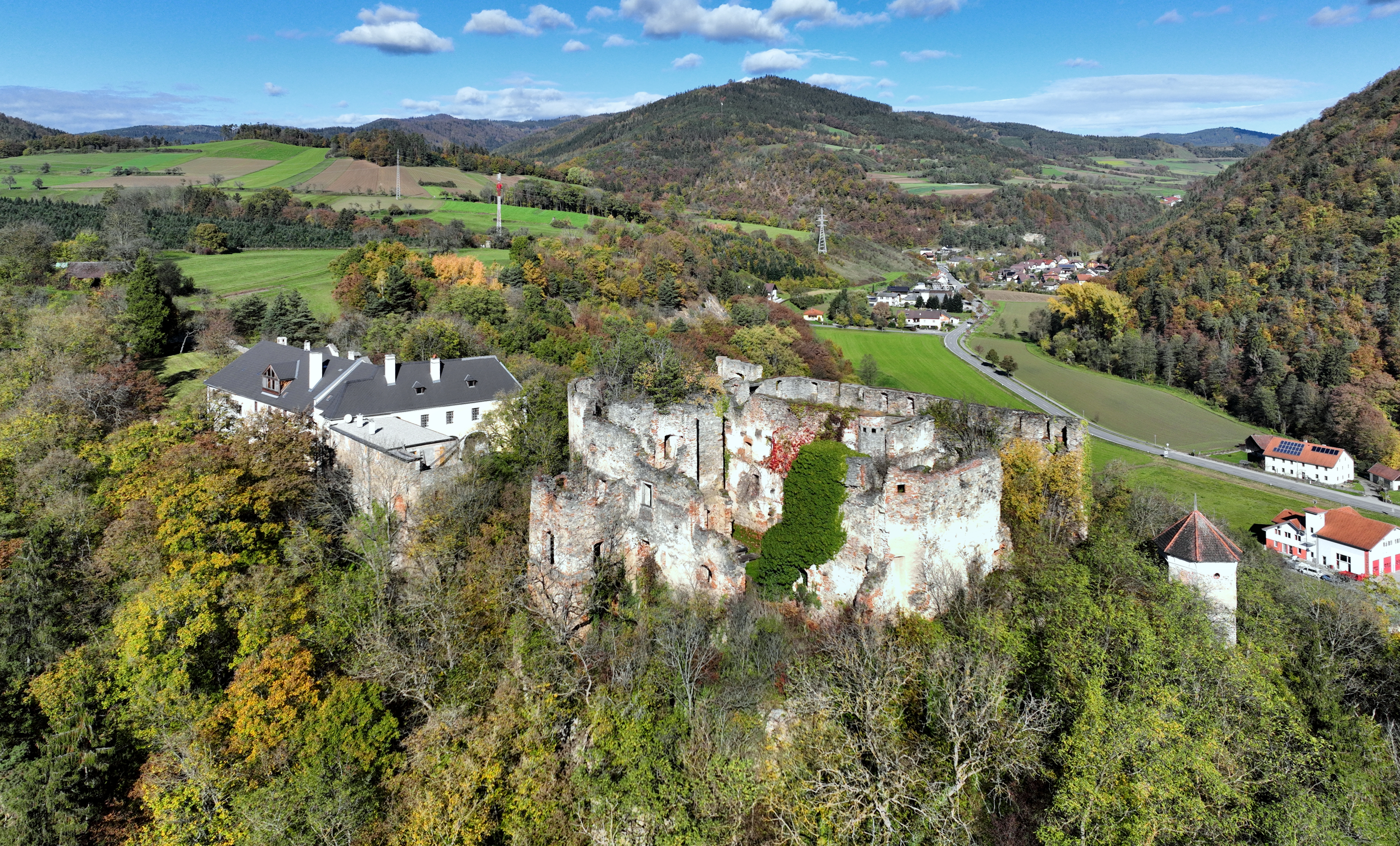
Zřícenina hradu Mollenburg

Areál hradu má rozměry asi 120 x 60 metrů, zadní stěna o výšce asi 40 metrů strmě klesá do údolí. Mautheové zrestaurovali dvoupatrovou ochrannou věž na severní straně, dodnes je též obydlený věžový dům v předhradí, který byl v roce 1558 přestavěn v renesančním stylu a v 17. století prošel další, tentokrát barokní přestavbou. Od jádra hradu jej odděluje 13 metrů široký a 7 metrů hluboký příkop. Hlavní částí hradu je čtyřpatrový palác na severovýchodě.
Románskou hradní věž chrání z vnější strany vysoká hradní zeď. Kaple svatého Víta, postavená kolem roku 1250 v jižním koutu, není moc dobře zachovaná. Její skleněná okna byla prodána již v roce 1840. Relativně zachovaná je pozdně gotická kuchyně s mohutným komínem a osmiúhlá věž ve východním rohu s parkánem.